# Lista episoadelor din Twin Peaks
Twin Peaks este un serial dramatic american creat de David Lynch și Mark Frost⁠(d). Acesta are trei sezoane care cuprind în total 48 de episoade. Primele ouă sezoane au fost difuzate pentru prima dată între 8 aprilie 1990 și 10 iunie 1991 pe ABC în Statele Unite ale Americii. Al treilea sezon - care cuprinde 18 episoade - a fost anunțat în octombrie 2014 și a fost difuzat pe Showtime pe 21 mai 2017. Episodul pilot și sezonul 2 al serialului au o durată de 90 de minute, în timp ce restul episoadelor au aproximativ 45 de minute. Majoritatea episoadelor din cel de-al treilea sezon durează în jur de 60 de minute.
Twin Peaks prezintă povestea agentului special FBI Dale Cooper (Kyle MacLachlan), trimis în orașul fictiv Twin Peaks, Washington, pentru a investiga uciderea popularei liceene Laura Palmer (Sheryl Lee⁠(d)). Un prequel intitulat Twin Peaks: Ultimele șapte zile ale Laurei Palmer a fost lansat pe 28 august 1992 și descrie evenimentele care precedă crima.
Ambele sezoane originale ale serialului au fost lansate pe DVD în Statele Unite, primul sezon în 2001 de Republic Pictures Entertainment/Artisan Home Entertainment⁠(d) și al doilea sezon în 2007 de Paramount Pictures Home Entertainment⁠(d)/CBS DVD⁠(d). Un set intitulat The Definitive Gold Box Edition a fost lansat pe 30 octombrie 2007 și a inclus scene suplimentare. Seria originală și lungmetrajul au fost lansate împreună pe Blu-ray cu mai multe materiale suplimentare pe 29 iulie 2014.

## Lista sezoanelor
| Sezonul | Sezonul           | Episoade          | Episoade          | Premiera TV        | Premiera TV       | Premiera TV |
| Sezonul | Sezonul           | Episoade          | Episoade          | Prima transmisie   | Ultima transmisie | Reţea       |
| ------- | ----------------- | ----------------- | ----------------- | ------------------ | ----------------- | ----------- |
|         | 1                 | 8                 | 8                 | 8 aprilie 1990     | 23 mai 1990       | ABC         |
|         | 2                 | 22                | 22                | 30 septembrie 1990 | 10 iunie 1991     | ABC         |
|         | Fire Walk with Me | Fire Walk with Me | Fire Walk with Me | 28 august 1992     | 28 august 1992    | N/A         |
|         | 3                 | 18                | 18                | 21 mai 2017        | 3 septembrie 2017 | Showtime    |

## Episoadele

### Sezonul 1 (1990)
Primul sezon - alcătuit din 8 episoade - a fost difuzat în premieră pe ABC în Statele Unite între 8 aprilie și 23 mai 1990
Episodul pilot prezintă descoperirea cadavrului elevei Laura Palmer înfășurat în folie de plastic, un eveniment care îi afectează profund pe locuitorii orășelului Twin Peaks,Washington. Pe durata sezonului, agentul FBI Dale Cooper și șeriful local Harry S. Truman investighează crima și se întâlnesc cu locuitorii orașului, în timp ce atmosfera obișnuită a localității începe să se schimbe, dezvăluind numeroase secrete care scot la iveală detalii tulburătoare despre oraș.
| Nr. | Episodul | Titlu                                           | Regizat de             | Scris de                    | Data difuzării  | Audiență în SUA (milioane) |  |
| --- | -------- | ----------------------------------------------- | ---------------------- | --------------------------- | --------------- | -------------------------- |  |
| 1   | 1        | Pilot"Northwest Passage"                        | David Lynch            | Mark Frost⁠(d) & David Lynch | 8 aprilie 1990  | 34.6                       |  |
|     |          |                                                 |                        |                             |                 |                            |  |
| 2   | 2        | Episodul 1"Traces to Nowhere"                   | Duwayne Dunham⁠(d)      | Mark Frost & David Lynch    | 12 aprilie 1990 | 23.2                       |  |
|     |          |                                                 |                        |                             |                 |                            |  |
| 3   | 3        | Episodul 2"Zen, or the Skill to Catch a Killer" | David Lynch            | Mark Frost & David Lynch    | 19 aprilie 1990 | 19.2                       |  |
|     |          |                                                 |                        |                             |                 |                            |  |
| 4   | 4        | Episodul 3"Rest in Pain"                        | Tina Rathborne⁠(d)      | Harley Peyton               | 26 aprilie 1990 | 16.7                       |  |
|     |          |                                                 |                        |                             |                 |                            |  |
| 5   | 5        | Episodul 4"The One-Armed Man"                   | Tim Hunter⁠(d)          | Robert Engels               | 3 mai 1990      | 17.4                       |  |
|     |          |                                                 |                        |                             |                 |                            |  |
| 6   | 6        | Episodul 5"Cooper's Dreams"                     | Lesli Linka Glatter⁠(d) | Mark Frost                  | 10 mai 1990     | 17.3                       |  |
|     |          |                                                 |                        |                             |                 |                            |  |
| 7   | 7        | Episodul 6"Realization Time"                    | Caleb Deschanel⁠(d)     | Harley Peyton               | 17 mai 1990     | 15.6                       |  |
|     |          |                                                 |                        |                             |                 |                            |  |
| 8   | 8        | Episodul 7"The Last Evening"                    | Mark Frost             | Mark Frost                  | 23 mai 1990     | 18.7                       |  |
|     |          |                                                 |                        |                             |                 |                            |  |

### Sezonul 2 (1990-1991)
Al doilea sezon - alcătuit din 22 de episoade - a fost difuzat în premieră pe ABC în Statele Unite între 30 septembrie 1990 și 10 iunie 1991.
Înainte de începerea sezonului, o lucrare intitulată The Secret Diary of Laura Palmer⁠(d) a fost publicată, unele evenimente prezentate în aceasta fiind adaptate mai târziu. În februarie 1991, Bob Iger, președintele ABC Entertainment, a anunțat că serialu intră în hiatus. În mai, acesta a declarat că „sunt șanse mici ca Twin Peaks să revină”. Serialul a fost anulat în cele din urmă după al doilea sezon, finalul său fiind un cliffhanger.
Sezonul continuă să prezinte investigația lui Cooper și explorează Loja Neagră⁠(d), posibil implicată în evenimentele care au loc în Twin Peaks. După ce primește indicii de la un gigant⁠(d) misterios care-i apare într-un vis și începe să ancheteze un al doilea caz de crimă, Cooper descoperă identitatea ucigașului Laurei. După ce Biroul Federal de Investigații îl suspendă pe Cooper din cauza participării sale la o razie fără mandat a cazinoului One Eyed Jacks, fostul său partener nebun, Windom Earle, sosește în Twin Peaks pentru a-l confrunta.
| Nr. | Episodul | Titlu                                     | Regizat de            | Scris de                                                     | Data difuzării     | Audiență în SUA (milioane) |  |
| --- | -------- | ----------------------------------------- | --------------------- | ------------------------------------------------------------ | ------------------ | -------------------------- |  |
| 9   | 1        | Episodul 8"May the Giant Be with You"     | David Lynch           | Poveste de: Mark Frost & David Lynch Adaptat de : Mark Frost | 30 septembrie 1990 | 19.1                       |  |
|     |          |                                           |                       |                                                              |                    |                            |  |
| 10  | 2        | Episodul 9"Coma"                          | David Lynch           | Harley Peyton                                                | 6 octombrie 1990   | 14.4                       |  |
|     |          |                                           |                       |                                                              |                    |                            |  |
| 11  | 3        | Episodul 10 "The Man Behind the Glass"    | Lesli Linka Glatter   | Robert Engels                                                | 13 octombrie 1990  | 13.7                       |  |
|     |          |                                           |                       |                                                              |                    |                            |  |
| 12  | 4        | Episodul 11 "Laura's Secret Diary"        | Todd Holland⁠(d)       | Jerry Stahl and Mark Frost & Harley Peyton & Robert Engels   | 20 octombrie 1990  | 12.8                       |  |
|     |          |                                           |                       |                                                              |                    |                            |  |
| 13  | 5        | Episodul 12 "The Orchid's Curse"          | Graeme Clifford⁠(d)    | Barry Pullman                                                | 27 octombrie 1990  | 11.4                       |  |
|     |          |                                           |                       |                                                              |                    |                            |  |
| 14  | 6        | Episodul 13 "Demons"                      | Lesli Linka Glatter   | Harley Peyton & Robert Engels                                | 3 noiembrie 1990   | 11.3                       |  |
|     |          |                                           |                       |                                                              |                    |                            |  |
| 15  | 7        | Episodul 14"Lonely Souls"                 | David Lynch           | Mark Frost                                                   | 1 noiembrie 1990   | 17.2                       |  |
|     |          |                                           |                       |                                                              |                    |                            |  |
| 16  | 8        | Episodul 15 "Drive with a Dead Girl"      | Caleb Deschanel       | Scott Frost                                                  | 17 noiembrie 1990  | 13.3                       |  |
|     |          |                                           |                       |                                                              |                    |                            |  |
| 17  | 9        | Episodul 16"Arbitrary Law"                | Tim Hunter            | Mark Frost & Harley Peyton & Robert Engels                   | 1 decembrie 1990   | 12.4                       |  |
|     |          |                                           |                       |                                                              |                    |                            |  |
| 18  | 10       | Episodul 17 "Dispute Between Brothers"    | Tina Rathborne        | Tricia Brock                                                 | 8 decembrie 1990   | 11.1                       |  |
|     |          |                                           |                       |                                                              |                    |                            |  |
| 19  | 11       | Episodul 18 "Masked Ball"                 | Duwayne Dunham        | Barry Pullman                                                | 15 decembrie 1990  | 12.1                       |  |
|     |          |                                           |                       |                                                              |                    |                            |  |
| 20  | 12       | Episodul 19 "The Black Widow"             | Caleb Deschanel       | Harley Peyton & Robert Engels                                | 12 ianuarie 1991   | 10.3                       |  |
|     |          |                                           |                       |                                                              |                    |                            |  |
| 21  | 13       | Episodul 20 "Checkmate"                   | Todd Holland          | Harley Peyton                                                | 19 ianuarie 1991   | 9.8                        |  |
|     |          |                                           |                       |                                                              |                    |                            |  |
| 22  | 14       | Episodul 21 "Double Play"                 | Uli Edel⁠(d)           | Scott Frost                                                  | 2 februarie 1991   | 8.7                        |  |
|     |          |                                           |                       |                                                              |                    |                            |  |
| 23  | 15       | Episodul 22 "Slaves and Masters"          | Diane Keaton          | Harley Peyton & Robert Engels                                | 9 februarie 1991   | 8.2                        |  |
|     |          |                                           |                       |                                                              |                    |                            |  |
| 24  | 16       | Episodul 23 "The Condemned Woman"         | Lesli Linka Glatter   | Tricia Brock                                                 | 16 februarie 1991  | 7.8                        |  |
|     |          |                                           |                       |                                                              |                    |                            |  |
| 25  | 17       | Episodul 24 "Wounds and Scars"            | James Foley⁠(d)        | Barry Pullman                                                | 28 martie 1991     | 9.2                        |  |
|     |          |                                           |                       |                                                              |                    |                            |  |
| 26  | 18       | Episodul 25 "On the Wings of Love"        | Duwayne Dunham        | Harley Peyton & Robert Engels                                | 4 aprilie 1991     | 9.2                        |  |
|     |          |                                           |                       |                                                              |                    |                            |  |
| 27  | 19       | Episodul 26 "Variations on Relations"     | Jonathan Sanger⁠(d)    | Mark Frost & Harley Peyton                                   | 11 aprilie 1991    | 7.9                        |  |
|     |          |                                           |                       |                                                              |                    |                            |  |
| 28  | 20       | Episodul 27 "The Path to the Black Lodge" | Stephen Gyllenhaal⁠(d) | Harley Peyton & Robert Engels                                | 18 aprilie 1991    | 7.4                        |  |
|     |          |                                           |                       |                                                              |                    |                            |  |
| 29  | 21       | Episodul 28 "Miss Twin Peaks"             | Tim Hunter            | Barry Pullman                                                | 10 iunie 1991      | 10.4                       |  |
|     |          |                                           |                       |                                                              |                    |                            |  |
| 30  | 22       | Episodul 29"Beyond Life and Death"        | David Lynch           | Mark Frost & Harley Peyton & Robert Engels                   | 10 iunie 1991      | 10.4                       |  |
|     |          |                                           |                       |                                                              |                    |                            |  |